# Ceratinopsis crosbyi
Ceratinopsis crosbyi là một loài nhện trong họ Linyphiidae.
Loài này thuộc chi Ceratinopsis. Ceratinopsis crosbyi được Ralph Vary Chamberlin miêu tả năm 1949.